# دیوید دیاگبون
دیوید دیاگبون (انگلیسی: David Defiagbon; ۱۲ ژوئن ۱۹۷۰ – ۲۴ نوامبر ۲۰۱۸) بوکسور اهل نیجریه بود.